# Tadeusz Przegaliński
Tadeusz Stanisław Przegaliński (ur. 13 maja 1924 w miejscowości Biereciszki, zm. 19 listopada 2012 w Koszalinie) – działacz społeczny, żołnierz 2. Korpusu PSZ, uczestnik walk o Monte Cassino, sybirak.

## Życiorys
Urodził się 13 maja 1924 w miejscowości Biereciszki, w powiecie lidzkim województwa nowogródzkiego. Ojciec Zdzisław (1891–1942) – żołnierz Legionów Piłsudskiego, uczestnik wojny polsko-bolszewickiej 1920 – był technikiem-specjalistą budowy gorzelni. Matka Paulina (1883–1975), z domu Mikiel – była gospodynią domową.
Do 1939 roku ukończył 7 klas szkoły powszechnej. Uczył się kolejno w trzech miejscowościach na pograniczu województwa nowogródzkiego oraz wileńskiego – Raków, Wiazyń oraz Lebiedziewo. Przeprowadzki były wymuszane charakterem pracy jego ojca. Po ukończeniu nauki w szkole podstawowej pracował w gorzelni w miejscowości Malinowszczyzna, pow. Mołodeczno.
9 lipca 1940 jego ojciec na podstawie donosu obywateli narodowości żydowskiej został aresztowany przez funkcjonariuszy NKWD. Początkowo przebywał w więzieniu w Mołodecznie, gdzie Tadeusz odwiedził go w marcu 1941. Decyzją trzyosobowego kolegium z dnia 22 marca 1941 na podstawie art. 72 i 74 Kodeksu Karnego Białoruskiej SRR został skazany na karę ośmiu lat pozbawienia wolności za swoją działalność niepodległościową oraz udział w walkach z Armią Czerwoną. Początkowo karę odbywał w Uchtiżemłagu w Komi ASRR. Z kolei został zesłany do Buzułuku w obwodzie czkałowskim, następnie do łagru w miejscowości Turtkul w Karakałpackiej ASRR w Uzbekistanie. Po ośmiu miesiącach wyczerpującej pracy w łagrze zmarł w tej miejscowości w dniu 7 stycznia 1942. Rodzina dowiedziała się o tym fakcie dopiero po zakończeniu wojny. Postanowieniem Prokuratury Białoruskiej SRR z 13 czerwca 1989 Zdzisław Przegaliński został zrehabilitowany.
W październiku 1940 Przegalińscy jako rodzina wroga narodu radzieckiego – decyzją administracyjną władz radzieckich zostali wysiedleni z zajmowanego majątku Malinowszczyzna. Zamieszkali w miejscowości Turzec, następnie w jeszcze gorszych warunkach we wsi Bojary.
20 czerwca 1941 Tadeusz Przegaliński wraz z matką i siostrami został deportowany w głąb Związku Radzieckiego. Rodzina została wywieziona do miejscowości Czarysz, w rejonie Ust’-Kałmanskim Kraju Ałtajskiego. Pracował w sowchozie Czarysz nad rzeką o tej samej nazwie. Od 17 lipca 1941 był zatrudniony w warsztatach remontowych, następnie jako traktorzysta.
W dniu 30 marca 1942 wraz z trzema kolegami podjął udaną ucieczkę z sowchozu. 10 kwietnia 1942 wszyscy przedostali się do jednego z ośrodków stacjonowania Armii Polskiej w miejscowości Gʻuzor w Uzbekistanie. Tadeusz Przegaliński został przyjęty do służby w pododdziale spadochroniarzy w batalionie specjalnym Armii generała Andersa w miejscowości Yangiyoʻl. W sierpniu 1942 z Krasnowodska Armia została ewakuowana do Iranu. W październiku 1942 – już w Iraku – został skierowany do nowo sformowanego 15 Pułku Ułanów Poznańskich. W Kirkuku został skierowany na kurs sanitarny o specjalności ratownictwo pancerne. Kolejno stacjonował w Transjordanii, Palestynie i Egipcie. W czasie pobytu w Egipcie – w Ismailii ukończył rozpoczęty jeszcze w Iraku kurs sanitarny i został awansowany na stopień starszego ułana.
W początku 1944 pułk przerzucono do Włoch. Tadeusz Przegaliński brał udział w walkach nad rzekami Sangro i Rapido.
13 maja 1944 – w dniu swych dwudziestych urodzin – starszy ułan Tadeusz Przegaliński rozpoczął udział w walkach o Monte Cassino. Wykazał się tam niezwykłą odwagą. Jego czyn opisał Melchior Wańkowicz w swojej książce „Bitwa o Monte Cassino”:

Po ciężko rannego Szostakiewicza (wyrwany prawy bok i pokaleczone nogi) wysuwają się ułani Przegaliński i Głowa. Głowa pada ranny. Przegaliński pędzi dalej, nie chroni się, dopada rannego, chowa się za głaz.
Wszystko dzieje się na skłonie pochylonym ku nieprzyjacielowi, na którym tkwią jak na patelni.
Rtm. Hryniewicz na rozkaz dowódcy pułku cofa się w tył za grzbiet, zostawiając dla obserwacji pchor. Marynowicza z czterema ułanami.
Ułani Parys i Łojko biegną jednak po skłonie ku rannemu Szostakiewiczowi, na pomoc Przegalińskiemu. Ładują rannego na nosze, niosą, padając co krok, bo Niemcy rżną tym razem do Czerwonego Krzyża z całym apetytem. Tak przebyli 80 mtr., ostatnie kilkanaście metrów do szczytu jednym biegiem; przewalili się przez grzbiet i zwalili się wraz z rannym bez tchu.

Za ten czyn bojowy został odznaczony Krzyżem Walecznych.
Z wniosku dowództwa pułku:

St. ułan Przegaliński Tadeusz, goniec motocyklowy - sanitariusz funkcyjny Plutonu Łączności 15 Pułku Ułanów.
W dniu 21 maja 1944 r. w czasie akcji rozpoznawczej na wzgórzu 912 i 945 (płd.-wsch. MONTE CASSINO), pracując w nieosłoniętym terenie, w ogniu ckm. i moździerzy NPLA, wykazał wybitne męstwo i poświęcenie, wynosząc pod bezpośrednim obstrzałem z placu boju rannego kolegę. Za ten czyn zostaje podany do odznaczenia Krzyżem Walecznych po raz pierwszy.
Miejsce postoju, 21 maja 1944 r.

Pod Monte Cassino walczył do 25 maja 1944. Po zakończeniu walk o klasztor przeszedł z 15 Pułkiem cały szlak bojowy poprzez Ankonę, Bolonię i Linię Gotów. Swój udział w walkach z Niemcami zakończył w październiku 1944 w Civitella di Romagna.
W styczniu 1945 wraz z pułkiem został przerzucony do Egiptu. Przebywał na urlopie w Palestynie, następnie przeszedł kurs artylerii przeciwlotniczej w Sant’Elpidio a Mare we Włoszech.
W czerwcu 1946 wraz z pułkiem przeniósł się do Wielkiej Brytanii. Początkowo stacjonował w miejscowości Brownings Camp, następnie w Sevenoaks. We wrześniu 1946 został zdemobilizowany. Wyprowadził się do Szkocji, gdzie pracował fizycznie.
Po podróży morskiej z obozu Cannock koło Glasgow – 25 lutego 1948 przybył do Gdyni. Zamieszkał w Łagowie, w późniejszym województwie zielonogórskim, gdzie spotkał się z rodziną, która wróciła już z ZSRR, wkrótce podjął pracę fizyczną w tartaku. W czerwcu 1948 przeprowadził się do rodziny w Sławnie, gdzie pracował w Urzędzie Telekomunikacyjnym oraz w Banku Rolnym. W styczniu 1951 roku przyjechał do Koszalina. Pracował w Okręgowym Związku Zawodowym.
1 października 1951 roku podjął pracę w Zarządzie Wojewódzkim PCK w Koszalinie, gdzie pracował do 1974 jako główny księgowy, a od 1974 na stanowisku sekretarza Zarządu Wojewódzkiego PCK. Pracując zawodowo, w 1962 ukończył naukę w Technikum Ekonomicznym w Koszalinie i uzyskał tytuł technika-ekonomisty. 15 maja 1982 przeszedł na emeryturę.

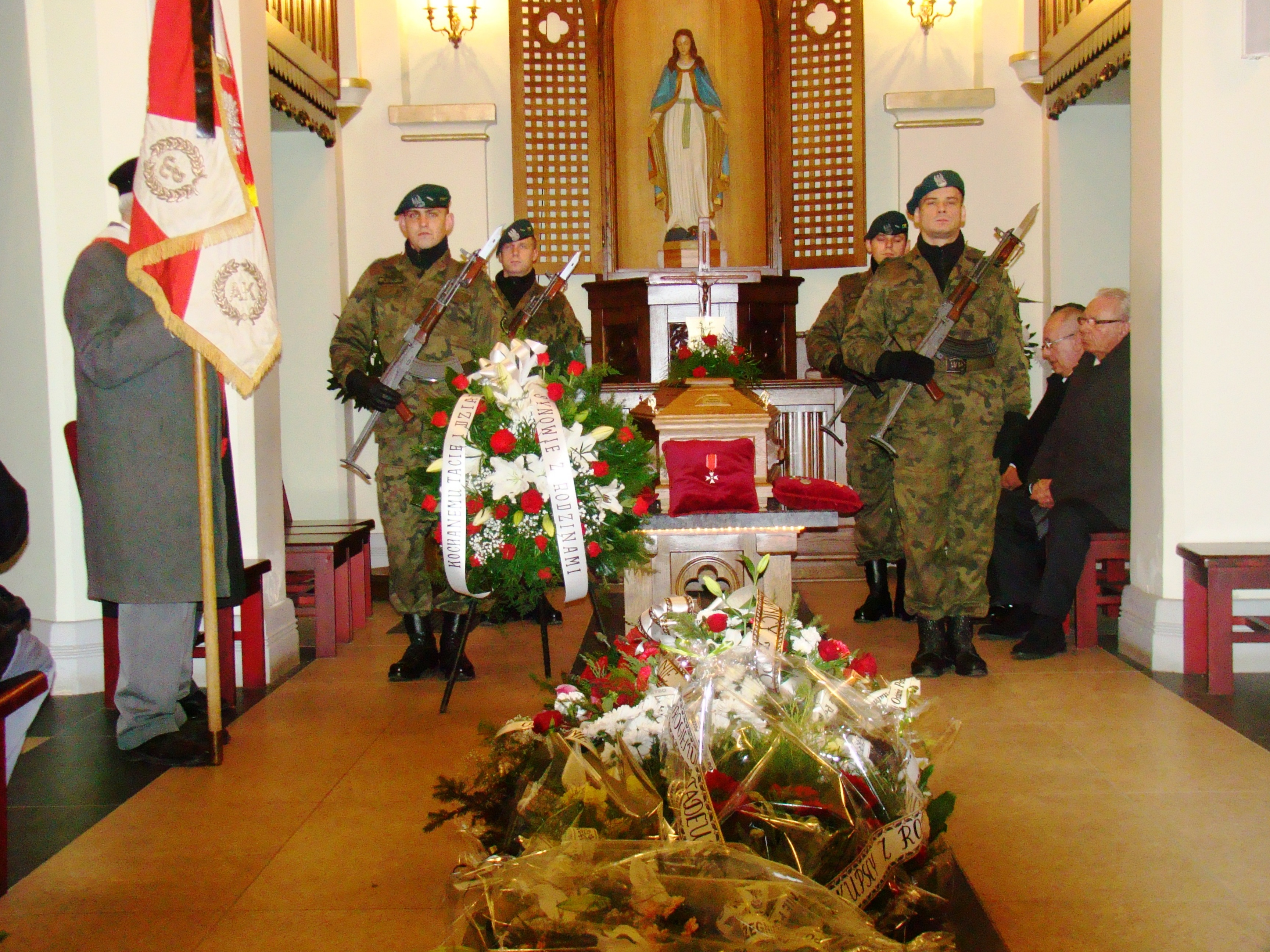
Trumna z ciałem Tadeusza Przegalińskiego w kaplicy koszalińskiego cmentarza

Od 1994 roku był członkiem Związku Sybiraków w Koszalinie. Od 2004 roku należał też do Światowego Związku Żołnierzy Armii Krajowej. Mimo wcześniejszych starań, dopiero w 1962 – po uzyskaniu odpowiednich rekomendacji został przyjęty do Związku Bojowników o Wolność i Demokrację. W latach 1953–1982 był członkiem PZPR. W 1963 ukończył dwuletnie studium na Wieczorowym Uniwersytecie Marksizmu-Leninizmu przy Komitecie Wojewódzkim PZPR w Koszalinie. Działał w organizacjach kombatanckich, brał czynny udział w licznych uroczystościach państwowych. Mieszkał w Koszalinie. Był ostatnim żyjącym w Koszalinie uczestnikiem Bitwy o Monte Cassino.
Został uhonorowany licznymi odznaczeniami państwowymi, resortowymi, bojowymi i kombatanckimi. Decyzją Krajowej Rady Reprezentantów PCK z 28 czerwca 2005 został Członkiem Honorowym PCK.
17 września 2001 decyzją Prezydenta RP został mianowany na pierwszy stopień oficerski – podporucznika. Na podstawie decyzji Ministra Obrony Narodowej z 12 marca 2003 awansował na stopień porucznika WP.
Zmarł po długiej i ciężkiej chorobie w dniu 19 listopada 2012 w Koszalinie.
Pochowany został 22 listopada 2012 w II Alei Zasłużonych Cmentarza Komunalnego w Koszalinie (AZ-2, strona lewa, grób nr 1).

## Rodzina
Od 1954 był żonaty z Marią Teresą Karoliną, z domu Świrską (1932–2011). Miał z nią dwóch synów – Rolanda Tadeusza Øverby
(1955-2024) i Jerzego Stanisława (ur. 1957).
Dwie siostry Tadeusza Przegalińskiego również były członkiniami Związku Sybiraków. Jedna – Wanda Przegalińska-Olencka (ur. 1922) – mieszkała w Sławnie, druga – Zofia Wasielkiewicz (1927–2009) – w Koszalinie. Obie już nie żyją. Za działalność niepodległościową i udział w powstaniach narodowych decyzją władz carskich byli deportowani na Syberię również jego dziadek i pradziadek ze strony ojca.

## Ordery i odznaczenia
- Krzyż Kawalerski Orderu Odrodzenia Polski (8 marca 1978)
- Order Męczeństwa i Zwycięstwa (13 maja 1995)
- Krzyż Walecznych (27 listopada 1944)
- Złoty Krzyż Zasługi (25 lutego 1969)
- Srebrny Krzyż Zasługi (22 lipca 1964)
- Krzyż Zesłańców Sybiru (21 lutego 2005)
- Krzyż Więźnia Politycznego (3 maja 1995)
- Krzyż Pamiątkowy Monte Cassino (22 lutego 1945)
- Pamiątkowy Krzyż 3 Dywizji Strzelców Karpackich (3 maja 1992)
- Pamiątkowy Krzyż 5 Kresowej Dywizji Piechoty (10 września 2001)
- Odznaka Pamiątkowa 2 Korpusu (12 listopada 1947)
- Odznaka Pamiątkowa 5 Kresowej Dywizji Piechoty (17 stycznia 1947)
- Znak Pułkowy 15 Pułku Ułanów Poznańskich (22 kwietnia 1944)
- Odznaka Weterana Walk o Niepodległość (17 września 1995)
- Medal 30-lecia Polski Ludowej (22 lipca 1974)
- Medal 40-lecia Polski Ludowej (22 lipca 1984)
- Medal „Pro Memoria” (2 czerwca 2005)
- Srebrny Medal „Za Zasługi dla Obronności Kraju” (10 października 1980)
- Brązowy Medal „Za Zasługi dla Obronności Kraju” (9 maja 1969)
- Srebrny Medal „Za Zasługi dla Pożarnictwa” (29 marca 1976)
- Odznaka Honorowa Sybiraka (17 września 1994)
- Złota Odznaka Honorowa Gryfa Zachodniopomorskiego (5 maja 2006)
- Odznaka Grunwaldzka (12 grudnia 1973)
- Złota Honorowa Odznaka PCK – dwukrotnie (18 listopada 1981, 6 maja 1985)
- Srebrna Honorowa Odznaka PCK – dwukrotnie (11 kwietnia 1961, 5 lutego 1974)
- Brązowa Honorowa Odznaka PCK (22 lipca 1953)
- Medal 60-lecia PCK (10 maja 1979)
- Złota Odznaka Związku Zawodowego Pracowników Służby Zdrowia (7 kwietnia 1971)
- Srebrna Odznaka Związku Zawodowego Pracowników Służby Zdrowia (9 listopada 1965)
- Złota Odznaka Honorowa Polskiego Komitetu Pomocy Społecznej (10 listopada 1977)
- Medal Pamiątkowy „Za Zasługi dla Koszalina” (14 maja 1998)
- Odznaka Honorowa „Zasłużony dla Województwa Koszalińskiego” (30 października 1997)
- Odznaka Honorowa „Za Zasługi w Rozwoju Województwa Koszalińskiego” (7 maja 1966)
- Odznaka honorowa „Za wzorową pracę w służbie zdrowia” (22 lipca 1972)
- Odznaka „Przyjaciela Dziecka” (1 czerwca 1961)
- brytyjska Gwiazda za Wojnę 1939–1945 (30 grudnia 1945)
- brytyjska Gwiazda Włoch (30 grudnia 1945)
- brytyjski Medal Obrony (1994)
- brytyjski Medal Wojny 1939–1945 (1994)